# Јоксим Гајић
Јоксим Гајић (Горње Јарушице, 5. август 1878 — Београд, 8. март 1962) био је пешадијски бригадни генерал Краљевине Србије и Краљевине Југославије.

## Младост и образовање
Рођен је у августу 1878. године у крагујевачком селу Горње Јарушице, као први син међу тринаесторо деце Петра и Станке. Још као дечак је ишао на сајџијски занат код мајстора Пешића у Крагујевцу, где је радио за смештај и оброк, а слободно време је користио за похађање гимназије. Након шестог разреда гимназије је уписао Нижу школу Војне академије у Београду и завршио је 1900. године као 31. у класи.
Кратко је служио у Горњем Милановцу и Крагујевцу, а касније постао командир првог митраљеског одељења од када је митраљез ушао у наоружање српске војске. Од 1908. године је организовао прихват и смештај комита и четника у Врању, који су одатле одлазили за Стару Србију.

## Балкански ратови
У Првом и Другом балканском рату, Гајић је командовао митраљеским одељењем. У краткотрајном миру пред Први светски рат, распоређен је у Други пешадијски пук „Књаз Михајло” (Гвоздени пук).
На почетку рата 1914. године, тада мајор Јоксим Гајић је именован за команданта уже одбране Београда и имао је оперативну команду на линији фронта од Аде Циганлије до Карабурме. Када је аустроугарски сумарен 22. септембра 1914. године избавио ултимативно писмо команданта Земуна да се до 18 часова на зидине Београдске тврђаве истакне бела застава као симбол предаје, Гајић је наредио да се истакну две српске тробојке, а потом је отворио ватру из свих расположивих артиљеријских оруђа. За учешће у одбрани града, одликован је првом Карађорђевом звездом са мачевима.
Добио је одобрење команде одбране града се исте вечери пребаци у Срем и крене у ослобођење тамошњих села, али је неколико сати пре покрета рањен у руку, па је морао бити пребачен у болницу у Нишу.
За време повлачења Врховне команде у току непријатељске офанзиве октобра 1915. године, командовао је заштитним батаљоном и на Лопатичким висовима код Богутовачке Бање је успео да заустави продор непријатеља. Међутим, тешко је рањен у бутину и смрскана му је бутна кост. Пренет је под борбом у шаторском крилу до Косовске Митровице. Поново је одликован и унапређен у чин потпуковника. Ипак, остао је инвалид 90% пошто му је једна нога била краћа. Због тешке ране која је у међувремену загнојена, није могао да буде даље ношен, те је заробљен у Митровици. Брзо је размењен и послан у Француску на даље лечење, а тамо је именован за команданта Ђачког батаљона и председника лекарске комисије.

## Живот након рата
Кратко је командовао Војним округом у Колашину, да би потом био преузет у Обавештајно одељење Главног Ђенералштаба. Пензионисан је 1927. године.
Будући тежак инвалид, није мобилисан уочи Априлског рата 1941. године. Добровољно се јавио и добио распоред у Врховној команди, али су га заробили Немци. Одбио је могућност да уз потписану изјаву о лојалности новим окупационим властима, буде пуштен из заробљеништва још 1941. године као инвалид, те је остао у заробљеништву до краја рата.
Вратио се из заробљеништва након рата. Живео је повучено у Београду и умро 8. марта 1962. године. Сахрањен је на Новом гробљу у Београду.

## Одликовања
- Карађорђева звезда са мачевима (1914)
- Карађорђева звезда са мачевима III реда (1915)
- Легија части четвртог степена